# 玛丽埃尔·扎格尼斯
玛丽埃尔·萨格尼斯（英語：Mariel Zagunis，1985年3月3日—），美国女子击剑运动员。2004年雅典奧運獲得個人佩劍金牌，為美國奧運歷史上取得首面击剑金牌。2008年北京奧運再奪得個人佩劍金牌及團體佩劍銅牌。